# Опарін Олександр Іванович
Олександр Іванович Опарін (нар. 18 лютого (2 березня) 1894 — пом. 21 квітня 1980) — радянський біолог та біохімік, який створив теорію виникнення життя на Землі з абіотичних компонентів; академік АН СРСР (1946; член-кореспондент з 1939), Герой Соціалістичної Праці (1969).

## Біографія
Народився 18 лютого (2 березня) 1894 року в місті Угличі. Навчався в другій Московській гімназії.
У 1917 р. закінчив природниче відділення фізико-математичного факультету МДУ. У 1925 р. почав викладати у МДУ курс лекцій. Доктор біологічних наук (1934).
З початку 1935 р. починає свою роботу Інститут біохімії АН СРСР, заснований Опаріним спільно з О. Н. Бахом. З самого заснування інституту Опарін керував Лабораторією ензимології, яка в майбутньому перетворилася на Лабораторію еволюційної біохімії та субклітинних структур. До 1946 р. він був заступником директора, після смерті О. Н. Баха — директором цього інституту.
3 травня 1924 р. на зборах Російського ботанічного товариства виступив з доповіддю «Про виникнення життя», в якій запропонував теорію виникнення життя з бульйону органічних речовин. У середині XX століття були експериментально отримані складні органічні речовини під час пропускання електричних зарядів через суміш газів і парів, яка гіпотетично збігається зі складом атмосфери древньої Землі. Як протоклітини, Опарін розглядав коацервати — органічні структури, оточені жировими мембранами.
У 1942—1960 роках О. І. Опарін завідував кафедрою біохімії рослин МДУ, де читав курси лекцій із загальної біохімії, технічної біохімії, спецкурси з ензимології і з проблеми походження життя.
Після смерті у 1951 році С. І. Вавилова О. І. Опарін став 2-м головою правління Всесоюзного просвітницького товариства «Знання». Залишався на цьому посту по 1956 рік, коли головою «Знання» був обраний М. Б. Мітін.
Помер 21 квітня 1980 р. Похований на Новодівичому кладовищі у Москві.

## Опарін і лисенківщина
У період лисенківщини Опарін підтримав Лисенка, за власними словами, побоюючись можливих репресій, проте, за твердженням В. Я. Александрова
 Опарін на самому кінці 1955 року продовжував старанно відстоювати лженауку не тільки Лисенка, а й Лепешинської, попри те, що до цього часу було вже опубліковано немало статей, що викривають їхні дані, і попри те, що не було вже підстави боятися репресій за відстоювання істин цієї науки. — В. Я. Александров. Важкі роки радянської біології.
Його досліди щодо самозародження стали аргументом прихильників мічурінської біології.

## Наукова діяльність
Основні праці з біохімічних основ переробки рослинної сировини, дії ферментів в рослинах, проблеми виникнення життя на Землі. Вчений був основоположником технічної біохімії в СРСР.
Основні роботи по біохімії виноробства стосуються ролі біохімії в технології виноградних вин, окислювальних процесів при приготуванні і старінні вина, перетворенні азотистих речовин шампанського, біохімічних процесів, що протікають в шампанському в період післятиражної витримки та інше. Автор понад 500 наукових праць. Серед них:
- О превращении азотистых веществ шампанского. — Биохимия, 1945, т. 10, вып. 4 (у співавторстві);
- Влияние автолизатов на ход послетиражной выдержки шампанского. — Виноделие и виноградарство СССР, 1946, № 6 (у співавторстві);
- Природа и механизм действия дрожжевой инвертазы. — М., 1955;
- Жизнь, ее природа, происхождение и развитие. — 2-е изд. — М., 1968.

У 1970 року було організовано Міжнародне наукове товариство з вивчення виникнення життя (International Society for the Study of the Origin of Life), першим президентом, а потім почесним президентом якого був обраний Опарін. Був почесним членом АН Болгарії, НДР, Куби, Іспанії та Італії, членом Німецької академії натуралістів «Леопольдіна» (НДР).

## Пам'ять
- Виконком ISSOL в 1977 році заснував Золоту медаль імені О. І. Опаріна.
- На будинку у Москві (вул. Дмитра Ульянова, 3), у якому з 1958 по 1980 рік проживав учений, встановлена меморіальна дошка.